# جغد کوتوله شمالی
جغد کوتوله شمالی (نام علمی: Glaucidium californicum) نام یک گونه از سرده جغد کوتوله است.